# Ласточкин, Юрий Васильевич
Юрий Васильевич Ласточкин (23 апреля 1965, Рыбинск) — глава городского округа город Рыбинск (2009—2013); генеральный директор ОАО «Рыбинские моторы» (1997—2001), ОАО «НПО «Сатурн»» (2001—2009). С 1 августа 2023 года — генеральный директор АО "Центр лыжного спорта «Демино».
12 ноября 2013 года в связи с возбуждением уголовного дела отстранён судом от занимаемой должности.
23 сентября 2015 года признан судом виновным в растрате и получении взятки, приговорён Рыбинским судом к 8,5 годам лишения свободы с отбыванием в исправительной колонии строгого режима.

## Биография
Юрий Ласточкин родился 23 апреля 1965 года в Рыбинске Ярославской области. После службы в Советской Армии окончил в 1989 году Ярославский государственный университет по специальности «Бухгалтерский учёт и анализ хозяйственной деятельности».
С августа 1989 по сентябрь 1990 года работал бухгалтером главной бухгалтерии, с сентября 1990 по апрель 1992 года — начальником финансового отдела Волжского машзавода в Рыбинске. С апреля 1992 по декабрь 1996 года — генеральный директор АО «Техноком» (производственного партнёра ОАО «Рыбинские моторы») в Ярославле. С января по сентябрь 1997 года — директор по ресурсам, экономике и финансам, с сентября 1997 — исполняющий обязанности генерального директора, с октября 1997 по июль 2001 года — генеральный директор ОАО «Рыбинские моторы». Генеральный директор ОАО «НПО «Сатурн»» с 5 июля 2001 года по 2009 год.
С июня 1998 года был членом Совета директоров Ярославского АБ «Кредпромбанк». Был членом правления Российского союза промышленников и предпринимателей. В декабре 1998 года избран членом Центрального совета Общероссийской политической общественной организации «Отечество». В апреле 1999 года вошёл в состав Политсовета Ярославской региональной организации ОПОО «Отечество».
Депутат Государственной Думы Ярославской области III и IV созывов (2000—2008). Избран главой городского округа город Рыбинск 11 октября 2009 года, в связи с чем оставил должность генерального директора ОАО «НПО „Сатурн“». Вступил в должность главы городского округа 16 ноября 2009 года.
Кандидат экономических наук с 2000 года (тема диссертации — «Разработка и внедрение стратегии планирования ресурсов крупного промышленного предприятия в переходный период»). Член-корреспондент Российской академии естественных наук.
Женат. Четверо детей.
11 сентября 2010 года награждён орденом святого преподобного Серафима Саровского III степени за помощь Ярославской епархии и в связи с 1000-летием Ярославля.
18 июля 2013 года Следственный комитет РФ сообщил о том, что в отношении Ласточкина возбудили уголовное дело. Главу города подозревают в злоупотреблении полномочиями.
По версии следствия, в 2009 году Ласточкин, являясь генеральным директором ОАО "НПО «Сатурн», заключил договор о продаже компании ЗАО «Стройинжиниринг» комплекса водоочистных сооружений по цене 4,8 млн рублей. Такую цену он определил самостоятельно, однако рыночная стоимость предмета сделки составляла более 121 млн рублей. В дальнейшем, в апреле 2011 года уже как мэр города Рыбинска согласовал покупку этого имущества для нужд городского водоканала по реальной рыночной стоимости. При этом продавцом выступило ООО «Водоснабжение» — организация, аффилированная с ЗАО «Стройинжиниринг». Таким образом ОАО "НПО «Сатурн» был причинён ущерб на сумму более 116 миллионов рублей.
24 октября 2013 года Ласточкин задержан региональным управлением Следственного комитета. Он подозревается в вымогательстве 2 миллионов рублей. Возбуждено уголовное дело о получении взятки, сопряжённой с вымогательством, в особо крупном размере (ч. 6 ст. 290 УК РФ).
26 октября 2013 года постановлением Кировского районного суда г. Ярославля Юрий Ласточкин был арестован на 2 месяца. Ему было предъявлено обвинение в совершении преступления, предусмотренного ч. 6 ст. 290 УК РФ.
12 ноября 2013 года отстранён судом от должности мэра.
23 сентября 2015 года признан виновным в совершении преступлений, предусмотренных ч. 4 ст. 160 УК РФ (растрата) и ч. 6 ст. 290 УК РФ (получение взятки) и приговорён Рыбинским судом к 8,5 годам лишения свободы с отбыванием в исправительной колонии строгого режима и штрафа в размере 140 млн рублей.
22 апреля 2022 года вышел на свободу из колонии строгого режима № 17 Красноярска, в которой отбывал наказание.

## Награды
- Медаль «За труды во благо земли Ярославской» II степени[6];
- Орден I степени «За вклад в информационную безопасность России»;
- Почетный знак Олимпийского комитета России «За заслуги в развитии олимпийского движения в России»;
- Почетный знак «За службу Отечеству»;
- Орден «За служение искусству»;
- Медаль Российского авиационно-космического агентства;
- Занесён в Книгу Почета Ярославской области 11 октября 2009 года.